# Juan José Tafalla Navascués
Juan José Tafalla Navascués (Corella, Navarra, 2 de agosto de 1755 – Lima, Perú, 1 de octubre de 1811) fue un farmacéutico español. Se dedicó a la recolección y estudio de la vegetación americana, principalmente en Perú, Chile y Ecuador, como integrante de la Expedición Botánica al Virreinato del Perú bajo la dirección de Hipólito Ruiz y José Pavón. Destacan especialmente sus estudios sobre la quina (Cinchona) y un amplio conjunto de plantas de utilidad medicinal.

## Biografía

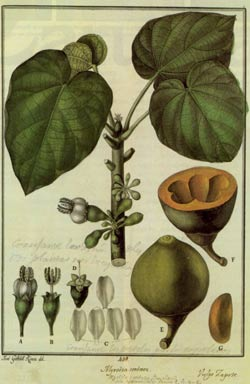
Una de las láminas de Flora Huayaquilensis.

### Viaje a América
Nació en Corella (Navarra) el 2 de agosto de 1755, hijo del boticario José Tafalla Balduz y Josefa Navascués. Tuvo cuatro hermanos de los que al menos dos (Ramón y Pascual) fueron boticarios. Se supone que aprendió en la botica de su padre, y que transcurrió su infancia y juventud en su ciudad natal. Dice el profesor Pedro Gil-Sotres que su examen no ha sido hallado en los archivos, por lo que se ignora dónde y cuándo se examinó para boticario. En 1776 vivía en Villava (Navarra) y se incorporó al ejército, pasando al Perú en 1780 con la misión de ayudar a detener la sublevación de los indígenas que estaban siendo liderados por Túpac Amaru. Según Gil-Sotres, aparece en 1784 en el puerto del Callao como soldado del Regimiento Soria, acantonado en Lima. Además de sus funciones como soldado, también fungió como boticario del regimiento. Después de la misión geodésica, los científicos Jorge Juan y Antonio de Ulloa, dieron fe de la abundancia natural que no estaba siendo estudiada dentro de su diario de viaje que fue una de las publicaciones de la misión científica. Por esta razón, el rey organizó cuatro expediciones a lo largo de todo el reino: a Filipinas, Nueva España, Nueva Granada y Perú. Sería en esta última donde Tafalla Navascués tendría protagonismo.

### La expedición botánica
Fue liderada por Hipólito Ruiz y José Pavón y tenía como objetivo principal el estudio de la flora y algunas flores en particular como la quina que tenía propiedades curativas para tratar enfermedades como la malaria. Además también interesaba el estudio de la canela de Quijos y las plantas maderables de la zona de Guayaquil. Sus resultados, en general láminas y cajas con plantas disecadas, eran enviadas al Real Jardín Botánico de Madrid, que estaba siendo dirigido en ese entonces por Casimiro Gómez Ortega. Por las circunstancias de las misiones científicas era común que se solicitasen prórrogas o se hiciesen sustituciones. Por esta razón, y gracias al apoyo de Francisco González, se seleccionó como botánico al boticario Juan Tafalla y para realizar las láminas al dibujante Francisco Pulgar. Empezarían formalmente el día 15 de septiembre de 1784. Tafalla y Pulgar progresaron rápidamente y se lograron incorporar a las investigaciones que continuaron hasta las vísperas del regreso a España de Ruiz y Pavón. Juan Tafalla logró aprender la ciencia y también era capaz de redactar en latín las descripciones de las muestras que recogía.
Fruto de esto se trasladaría a la ciudad de Guayaquil donde empezaría a estudiar la flora de esa región y después se dirigiría a la región donde crecen las quinas. Quiso que se publicase su trabajo de manera independiente por lo que lo llamó Flora Huayaquilensis. Esto extendería la misión que originalmente estaba dirigida al Virreinato de Perú y no al de Nueva Granada, Tafalla herborizó en una región que no estaba siendo tomada en cuenta por las expediciones de Mutis que se enfocarían principalmente en el norte de Ecuador, alrededor de Quito. La expedición de Tafalla se daría en los años 1779 y 1780. Le ayudaría Javier Cortez, quien sería uno de los dibujantes que hacía las láminas para Mutis. Para ese tiempo su colaboración con Mutis había terminado. Estudió los árboles maderables que servían de base para los astilleros de Guayaquil y que abundaban en la zona de Yaguachi. Después subiría al norte, en la región andina, pero no encontró quinas. Después regresaría al sur, ahora a la ciudad de Loja donde estudiaría muchas de sus variedades. Las muestras de las plantas disecadas y los dibujos los enviaría a Madrid. Su muestra es una de las más importantes de ese siglo ya que años antes el científico francés Joseph de Jussieu había recopilado una colección propia pero se había perdido y ante la ausencia de escritos y láminas perdió valor.

### Últimos días y descubrimiento
Su trabajo fue reconocido por lo que sería nombrado profesor de Botánica en la Universidad de San Marcos de Lima, y se mantuvo en la cátedra por muchos años hasta que murió. En 1989 el historiador Eduardo Estrella Aguirre descubrió y rescató algunos documentos inéditos en los archivos del Real Jardín Botánico de Madrid y se dio cuenta de que Tafalla había hecho varios viajes en el actual Ecuador. Estos viajes supusieron la primera descripción de la flora de dicho país. Gracias a los esfuerzos de Estrella, se publicó la obra de Tafalla Flora Huayaquilensis.

## Obras

### Libros publicados
- Método de extraer y acopiar la Corteza de Cascarrillas que se remite todos los años al Soberano para su Real Botica, de la Provincia de Loxa, Loxa 1805
- Flora Huayaquilensis. Sive descriptiones et icones plantarum Huayaquilensium secondum sistema Linnaeanum digesta. Editio Facta ab Instituto ad Conservandam Nautra (ICONA M.A.R.A.) et ab Horte Regio Matritence (CSIC), Matriti, Anno MCMLXXXIX [1989].

### Epónimos
- (Chloranthaceae) ''Tafallaea'' Kuntze Revis. Gen. Pl. 2: 565. 1891 (IK)
- (Asteraceae) ''Mikania tafallana'' Kunth Nov. Gen. Sp. [H.B.K.] 4(15): 107 (ed. fol.) 1818 [1820 publ. 26 oct 1818] later publ. 4(15): 137 (ed. qto.) 1820 (IK)
- (Asteraceae) ''Willoughbya tafallana'' Kuntze Revis. Gen. Pl. 1: 373. 1891 (IK)